# Agostino Quinzio
Agostino Quinzio, OP (falecido em 1611) foi um prelado católico romano que serviu como Bispo de Massa Lubrense de 1605 a 1611 e Bispo de Korčula de 1573 a 1605.